# Flughafen Natal

i7
i11
i13
Der Flughafen São Gonçalo do Amarante (vom Betreiber Aeroporto de Natal, deutsch Flughafen Natal, offiziell Flughafen Governador Aluizio Alves genannt, IATA-Code: NAT, ICAO-Code: SBSG) ist ein Flughafen in der Stadt São Gonçalo do Amarante bei Natal in Brasilien. Er löste 2014 den älteren Flughafen Natal-Severo ab, der seitdem nur noch militärisch genutzt wird.

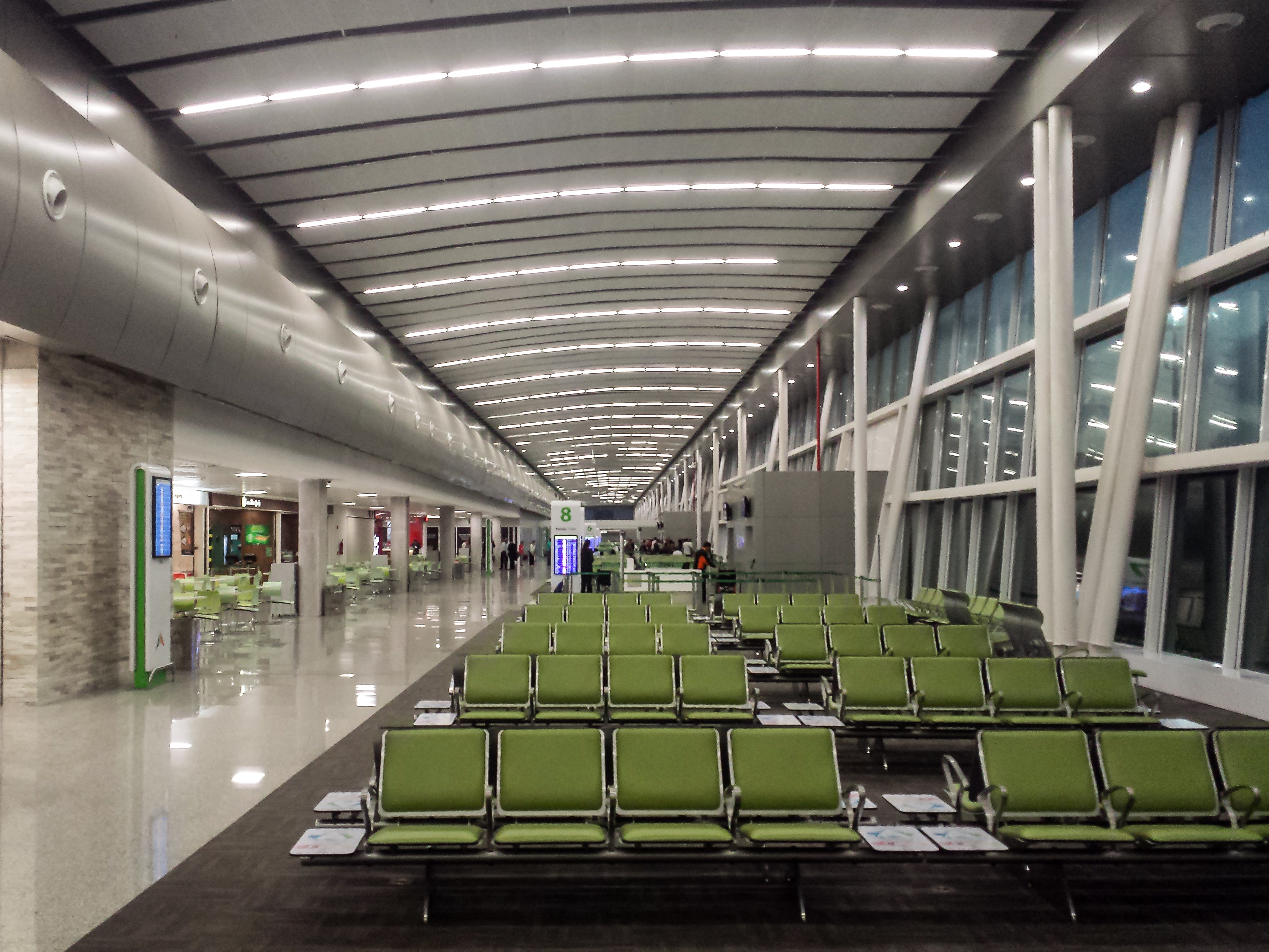
Innenansicht des Terminals

Es ist der erste internationale Flughafen Brasiliens, der nicht von der staatlichen Infraero betrieben wird. Er wurde nach siebenjähriger Bauzeit zur Fußball-Weltmeisterschaft 2014 eröffnet.
2015 wurde der Flughafen in einer Umfrage der Hochschule União Pioneira da Integração Social aus Brasília zum beliebtesten des Landes gewählt.

## Fluggesellschaften und Ziele
Der Flughafen Natal wird von den Fluggesellschaften Azul Linhas Aéreas, Gol Linhas Aéreas, LATAM Airlines Brasil und TAP Air Portugal genutzt.
Es werden primär Inlandsverbindungen bedient, jedoch existiert auch eine regelmäßige Direktverbindung nach Lissabon und saisonal auch nach Mailand-Malpensa.

## Verkehrszahlen
| Jahr | Fluggastaufkommen | Fluggastaufkommen | Fluggastaufkommen | Fluggastaufkommen | Fluggastaufkommen | Fluggastaufkommen | Luftfracht (Tonnen) | Luftfracht (Tonnen) | Flugbewegungen | Flugbewegungen |
| Jahr | National          | National          | International     | International     | Gesamt            | Gesamt            | Luftfracht (Tonnen) | Luftfracht (Tonnen) | Flugbewegungen | Flugbewegungen |
| ---- | ----------------- | ----------------- | ----------------- | ----------------- | ----------------- | ----------------- | ------------------- | ------------------- | -------------- | -------------- |
| 2018 | 2.339.732         | 0+0,77 %          | 89.657            | +10,36 %          | 2.429.389         | 0+1,09 %          | 15.420              | 0+24,47 %           | 18.812         | 0–0,12 %       |
| 2017 | 2.321.892         | 0+4,25 %          | 81.243            | 0–8,86 %          | 2.403.135         | 0+3,75 %          | 12.389              | 00+2,59 %           | 18.835         | 0+1,52 %       |
| 2016 | 2.227.211         | –11,06 %          | 89.138            | +10,98 %          | 2.316.349         | –10,37 %          | 12.077              | 0+10,84 %           | 18.553         | –18,00 %       |
| 2015 | 2.504.036         | +73,51 %          | 80.319            | +52,89 %          | 2.584.355         | +72,78 %          | 10.896              | +136,44 %           | 22.625         | +58,71 %       |
| 2014 | 1.443.191         | 1.443.191         | 52.533            | 52.533            | 1.495.724         | 1.495.724         | 4.608               | 4.608               | 14.256         | 14.256         |